# Алп-Тархан
Алп-Тарха́н — хазарский военачальник. Упомянут в сочинении армянского автора Гевонда. Во время хазаро-арабского столкновения (в тексте указано под 716/717, на основании комплекса других данных в 713/714) он привёл подкрепление к основной хазарской армии, возглавляемой каганом и встретившей арабов у города Тарку. Из-за недостатка сил арабы вынуждены были спешно отступить в Грузию, бросив всю добычу и гарем своего предводителя.